# 馬努斯·埃克雷姆
馬努斯·埃克雷姆（挪威語：Magnus Wolff Eikrem；1990年8月8日—）是一位挪威足球運動員。在場上的位置是中場。他現在效力於挪威足球超級聯賽球隊莫尔德。他也代表挪威國家足球隊參賽。

## 外部連結
- Malmö FF profile （页面存档备份，存于） （瑞典語）
- Soccerway資料庫：馬努斯·埃克雷姆